# Dirty Diamonds
Dirty Diamonds é um álbum de estúdio de Alice Cooper, lançado em 04 de julho de 2005 a nível internacional, e 02 de agosto nos Estados Unidos. O álbum alcançou a Billboard "Top Albums Independentes" ficando em # 17, e a Billboard 200 chart álbum em # 169.

## Faixas
1. "Woman of Mass Distraction" (Cooper, Damon Johnson, Ryan Roxie, Chuck Garric, Rick Boston) - 3:59[1]
2. "Perfect" (Cooper, Johnson, Roxie) – 3:30[1]
3. "You Make Me Wanna" (Cooper, Roxie, Garric, Boston) – 3:30[1]
4. "Dirty Diamonds" (Cooper, Johnson, Garric, Boston) – 4:02[1]
5. "The Saga of Jesse Jane" (Cooper, Roxie) – 4:15[1]
6. "Sunset Babies (All Got Rabies)" (Cooper, Johnson, Roxie) – 3:28[1]
7. "Pretty Ballerina" (Michael Brown) – 3:01[1]
8. "Run Down the Devil" (Cooper, Mark Hudson, Mike Elizondo, Benji Hughes) – 3:29[1]
9. "Steal That Car" (Cooper, Johnson, Roxie, Garric) – 3:16[1]
10. "Six Hours" (Cooper, Roxie) – 3:24[1]
11. "Your Own Worst Enemy" (Cooper, Roxie) – 2:15[1]
12. "Zombie Dance" (Cooper, Roxie, Boston) – 4:27[1]